# Vincenzo Littara
Vincenzo Littara est un érudit italien né en 1550 à Noto, en Sicile, et mort en 1602 à Agrigente.

## Biographie
Vincenzo Littara reçoit la prêtrise, et enseigne les belles-lettres et l’éloquence.

## Œuvres
- De literis, et accentibus opus, Palerme, 1572 ;
- In Vitum Chiappisium apologia. Antidoti in eundem libri IIII de iis, quae in grammatica, et dialectica erravit, Venise, 1584 ;
- Comenti al Donato, Girgenti, in-4° : commentaires à l’ouvrage que Bernardo Donato avait écrit sur les premiers rudiments de la langue latin ;
- Carmina, Palerme, in-4° ;
- De Rebus Netinis Liber, additæ Netinorum Consuetudines, Palerme, 1583, in-8° : cette histoire de la ville de Noto fut insérée par Burmann dans son Historia Siciliæ ;
- Abrégé de la Grammaire Latine, en latin, Venise, 1601.